# José Antônio Pereira Alves
José Antônio Pereira Alves, também conhecido como Jéca Pereira, (Paranaguá, 11 de janeiro de 1818 - ?) foi um comerciante e político brasileiro filiado ao Partido Liberal.
Foi Coronel e Capitão da terceira companhia da Guarda Nacional em Paranaguá em 1857, e juiz de paz em Paranaguá entre 1861 e 1864. Foi Deputado provincial de 1864 a 1865. Foi também comandante superior da Guarda Nacional da Marinha em Paranaguá em 1865 e em 1880. Foi ainda empreiteiro de conservação da estrada da Graciosa em 1882. Foi fundador da colônia Pereira em Paranaguá.
Era filho de Anna Maria Alves e Antônio José Pereira (filho de Antônio José de Magalhães e de Marianna de Oliveira, naturais de Ribeira, comarca de
Guimarães, Braga, Portugal). A mãe era irmã do capitão Hypólito José Alves, pai dos deputados comendador Antônio Alves de Araújo, Dr. Manoel Alves de Araújo e brigadeiro Hypólito Alves de Araújo. Ele era irmão do deputado provincial Agostinho Antonio Pereira Alves. Em 13 de setembro de 1851, casou-se com Rosa Augusta de Araujo.